# 一行一局一会
一行一局一会，是中国大陆对三大金融监管机构的并称，包括下列机构：
- 中国人民银行
- 国家金融监督管理总局
- 中国证券监督管理委员会

## 沿革
2003年4月，中国银监会成立，标志着中国大陆金融业分业监管的格局正式形成，“一行三会”的叫法开始出现。“一行三会”即：中国人民银行、中国银行业监督管理委员会、中国证券监督管理委员会和中国保险监督管理委员会四家金融管理和监督部门。
2018年，根据中共中央印发的《深化党和国家机构改革方案》，中国金融业监管格局调整为“一委一行两会”，即：国务院金融稳定发展委员会（国务院金融委）、中国人民银行（人民银行）、中国银行保险监督管理委员会（银保监会）、中国证券监督管理委员会（证监会）。
2023年，根据中共中央印发的《党和国家机构改革方案》。其中，国务院金融委的职能划入新组建的中央金融办、中央金融工委；以银保监会等为基础调整组建金融监管总局。改革后，中国金融业监管格局调整为“一行一局一会”，即：中国人民银行（人民银行）、国家金融监督管理总局（金融监管总局）、中国证券监督管理委员会（中国证监会）。